# Monroeville (Alabama)
Monroeville ist eine City in sowie County Seat von Monroe County, Alabama in den USA. Im Zensus 2020 betrug die Einwohnerzahl 5.951 Menschen.

## Geschichte
Gegründet wurde Monroeville im Jahre 1815 auf dem Land enteigneter Ureinwohner. Nachdem es zunächst „Centerville“ hieß, wurde es 1899 nach dem Präsidenten James Monroe in „Monroeville“ umbenannt. Um 1900 hatte der Ort nur knapp über 400 Einwohner, doch in den folgenden 90 Jahren stieg die Einwohnerzahl stetig an. Erst in den letzten Jahrzehnten ging die Einwohnerzahl wieder leicht zurück. Monroeville ist bis heute vor allem landwirtschaftlich geprägt, obwohl damals die Textilbranche und heute die Gesundheitsbranche dort ebenfalls angesiedelt sind. In Monroeville befindet sich auch das Alabama Southern Community College. Der Anteil von Weißen ist bei rund 53 %, der Anteil von Afroamerikanern an der Bevölkerung Monroevilles bei rund 44 %.